# Manuel Andreu Fontirroig
Manuel Andreu Fontirroig (Palma, 1898 - 1976) fou un escriptor mallorquí.
Poeta i dramaturg en català i en castellà. El 1925 guanyà la Flor Natural als Jocs Florals de Barcelona. El 1929 estrenà la seva primera obra de teatre "Mas allá del amor". Després seguiren "El placer del sacrificio" (1930), "María Angela" (1932), la peça en vers "A la llum dels estels" (1934) i "Canamunts i Canavalls" (1935). Des del 1927 va ser redactor del diari "La Almudaina". Col·laborador de La Nostra Terra. El 1931 va ser nomenat secretari de la "Derecha Social Española". El 1936 va passar a residir a Barcelona. A instàncies de Joan Estelrich passà a ocupar-se de la Secretaria de la Comunitat Cultural Catalano-Balear, mentre col·laborava a "Las Noticias".
Un cop produït l'aixecament franquista, com a integrant de la dreta catalanista fou detingut a Barcelona. Aconseguí passar a Girona i des d'allà passar a la zona franquista. Aquestes experiències li inspiraren la peça teatral "Resistir". En la postguerra va treballar de corrector d'estil a l'editorial Janés i després passà a Fires i Mostres.
El 1949 estrenà amb la companyia Artis "Temps de vals". Publicà els poemes "Amor loco, yo por vos" (1944), "Tres cançons de ruralia" (1964), "Cançons de darrera hora" (1966) i les novel·les "José Luis" i "El secreto de Maribel". Deixà inèdit el poemari "Cançons d'ahir encara" i l'obra de teatre "La raó del boig".